# أندي ستار
أندي ستار (بالإنجليزية: Andy Starr)‏ هو عازف قيثارة وموسيقي أمريكي، ولد في 21 أكتوبر 1932 في مقاطعة ماديسون في الولايات المتحدة، وتوفي في 12 سبتمبر 2003 في فايتفيل في الولايات المتحدة.

## وصلات خارجية
- أندي ستار على موقع ميوزك برينز (الإنجليزية)
- أندي ستار على موقع أول ميوزيك (الإنجليزية)
- أندي ستار على موقع ديسكوغز (الإنجليزية)